# Gadoni
Gadoni (sardinsky: Adòni) je italská obec (comune) v provincii Nuoro v regionu Sardinie. Nachází se ve výšce 696 metrů nad mořem a má 676 obyvatel. Rozloha obce je 43,44 km².